# Crystallodytes
Crystallodytes  es un género de peces de la familia Creediidae, del orden Perciformes. Este género marino fue descrito por primera vez en 1923 por Henry Weed Fowler.

## Especies
Especies reconocidas del género:
- Crystallodytes cookei Fowler, 1923
- Crystallodytes pauciradiatus J. S. Nelson & J. E. Randall, 1985

### Lectura recomendada
- Fowler H. W., 1923. New or little-known Hawaiian fishes. Occas. Pap. Bernice P. Bishop Mus. Vol. 8 (núm. 7). 373-392.
- Romero, P., 2002. An etymological dictionary of taxonomy. Madrid (Espanya).
- Randall, J. E., 2007. Reef and shore fishes of the Hawaiian Islands. Sea Grant College Program, University of Hawai'i, Honolulu. i-xivb + 1-546.
- Mundy, B. C., 2005. Checklist of the fishes of the Hawaiian Archipelago. Bishop Museum Bulletins in Zoology. Bishop Mus. Bull. Zool. (6):1-704.
- Pequeño, G., 1989. Peces de Chile. Lista sistemática revisada y comentada. Revista de Biología Marina, Valparaíso. V. 24 (núm. 2): 1-132. Pàg. 64.